# Meråker (gemeente)
Meråker is een gemeente in de Noorse provincie Trøndelag. De gemeente telde 2508 inwoners in januari 2017.

## Plaatsen in de gemeente
- Åsen
- Fossgrubba
- Hamran
- Kjørkbyen
- Kluksdalen
- Kopperå
- Meråker (plaats) ("Midtbygda")
- Myra
- Nygården
- Teveldalen
- Tømmermoen

Åfjord · Flatanger · Frosta · Frøya · Grong · Heim · Hitra · Holtålen · Høylandet · Inderøy · Indre Fosen · Leka · Levanger · Lierne · Malvik ·  Melhus · Meråker · Midtre Gauldal · Nærøysund · Namsos · Namsskogan · Oppdal · Orkland · Ørland · Osen · Overhalla · Rennebu · Rindal · Røros · Røyrvik · Selbu · Skaun · Snåsa · Steinkjer · Stjørdal · Trondheim · Tydal · Verdal

Fylker van Noorwegen